# Václav Kratochvíl (voják)

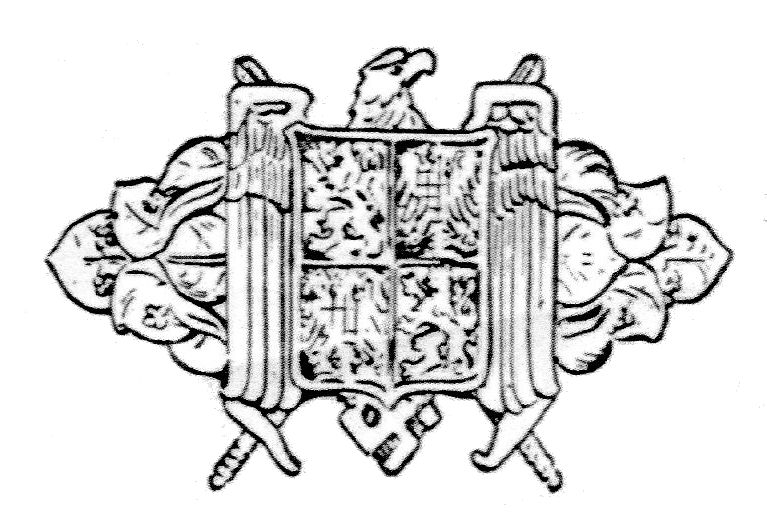
Odznak vládního vojska

Insignie Generálního štábu

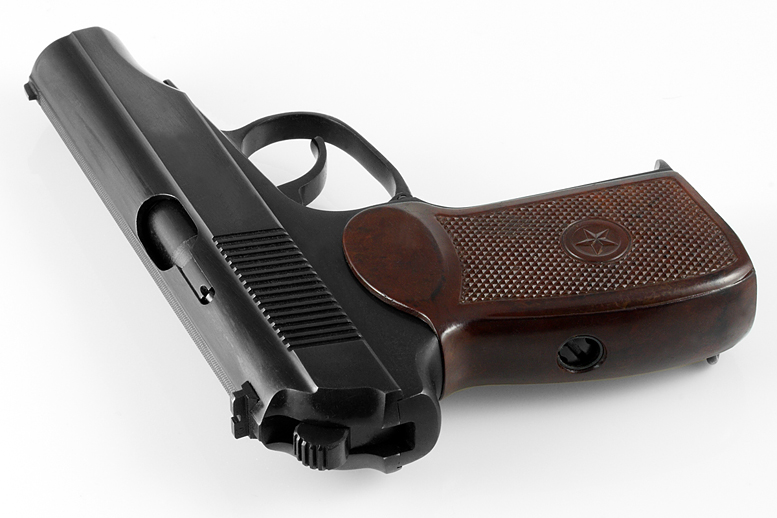
Sovětská armádní pistole PM (Pistolet Makarova)

Generálplukovník Václav Kratochvíl (24. září 1903, Nové Veselí – 6. listopadu 1988, Praha) byl v letech 1952 až 1958 náčelníkem Generálního štábu československé lidové armády (GŠ ČSLA) a v letech 1958 až 1960 náčelníkem Vojenské akademie v Brně. Byl také členem vojenské rady Ministerstva národní obrany.

## Život

### Studia, začátky v armádě a u štábů nižších stupňů
Václav Kratochvíl se narodil 24. září 1903 v Novém Veselí, okres Nové Město na Moravě. Po středoškolském studiu na reálném gymnáziu v Chrudimi (1915 až 1923) studoval na Vojenské akademii v Hranicích (1923 až 1925). Když byl Václav Kratochvíl v srpnu 1925 po skončení vojenských studií slavnostně vyřazen z akademie, nastoupil jako účastník kurzu (frekventant) aplikační školy dělostřelectva v Olomouci a v roce 1925 byl jmenován důstojníkem dělostřelectva. U dělostřeleckého pluku 12 v Užhorodě pak sloužil v letech 1926 až 1928. Další dva roky (1928 až 1930) sloužil u dělostřeleckého oddílu 262 v Čemerném (na pozici 1. důstojníka baterie). Následovala (v letech 1930 až 1932) účast ve vyšším jezdeckém kurzu u Vojenského jezdeckého učeliště (VJU) v Pardubicích. Do Olomouce se vrátil v říjnu 1932, kdy zde sloužil u dělostřeleckého pluku 7. Posluchačem Vysoké školy válečné v Praze byl pak Václav Kratochvíl v letech 1934 až 1936. Od roku 1936 zastával Václav Kratochvíl různé štábní funkce na úrovni divize a sboru:
- V letech 1936 až 1937 u 3. oddělení štábu 10. divize v Banské Bystrici;[3]
- od září roku 1937 u III. sboru v Brně (zde nejprve jako přidělený důstojník 3. oddělení, později 4. oddělení);[3]
- na podzim roku 1938 jako přednosta 3. oddělení III. sboru v Jihlavě.[3]

### Za protektorátu, v domácím odboji
Po vyhlášení Protektorátu Čechy a Morava (15. března 1939) byl Václav Kratochvíl od července 1939 převelen do řad protektorátního vládního vojska (zde vykonával funkci pobočníka velitele praporu 10 v Bučovicích). Podobně jako valná většina bývalých vyšších důstojníků rozpuštěné prvorepublikové armády se i Václav Kratochvíl zapojil do podvratné protiněmecké činnosti v rámci členství ve vojenské ilegální domácí odbojové organizaci Obrana národa. V odbojové organizaci Obrana národa byl začleněn do oblastního velitelství Morava-západ. V době zatčení gestapem v prosinci 1940 měl hodnost štábní kapitán generálního štábu. Dne 3. prosince 1941 byl Václav Kratochvíl odsouzen Lidovým soudem (Volksgericht) v Berlíně k trestu šesti let káznice a jednoho roku ztráty čestných občanských práv. Společně s ním byli za odbojovou činnost souzeni: František Blabolil (trest smrti), Otto Francl (doživotí), Jaroslav Konopásek (5 let káznice) a Václav Lysák (trest smrti). Z nacistického vězení se Václav Kratochvíl vrátil až s koncem druhé světové války.

### Po druhé světové válce
Po skončení druhé světové války pracoval krátce ve štábu V. sboru v Brně. Dne 17. srpna 1945 byl povýšen do hodnosti majora. Od 15. září 1945 do 15. února 1947 vykonával funkci náčelníka štábu 6. divize v Brně. V průběhu tohoto období byl 22. října 1946 povýšen do hodnosti podplukovníka. Léta 1947 až 1949 strávil Václav Kratochvíl studiem na Vojenské akademii Klimenta Jefremoviče Vorošilova v Moskvě. Během studií v Moskvě byl dne 18. října 1948 povýšen do hodnosti plukovníka. Prakticky od října roku 1949 až do července 1958 sloužil Václav Kratochvíl v různých funkcích na hlavním (generálním) štábu:
- nejprve jako přednosta 1. (operačního) oddělení hlavního štábu[3][7] (od 1. října 1949 do dubna 1950; v tomto období byl ke dni 1. prosince 1949 povýšen na brigádního generála)[2]
- poté jako 1. zástupce náčelníka generálního štábu[7] a náčelník operační správy generálního štábu[3] (od dubna 1950 do 30. ledna 1952; v tomto období byl 1. května 1950 povýšen na divisního generála)[2]
- nakonec zastával (v období od 31. ledna 1952 do 28. července 1958) nejvyšší funkci tj. funkci náčelníka Generálního štábu Československé armády (ta byla od 1. června 1954[2] přejmenována na lidovou), resp. náčelníka Generálního štábu Československé lidové armády (NGŠ ČSLA)[3][7][2] [p 1] (do tohoto období spadají hned dvě Kratochvílova povýšení a sice 15. dubna 1953 do hodnosti sborového generála a 12. června 1953 na generálplukovníka).[2]

Během svého působení ve funkci náčelníka generálního štábu pokračoval Václav Kratochvíl v započaté výstavbě armády podle sovětského modelu a současně propagoval i její modernizaci. Ze své vysoké funkce byl Václav Kratochvíl odvolán koncem července 1958 a v období od listopadu 1958 do září 1960 vykonával funkci velitele (rektora) na Vojenské akademii v Brně. Definitivně opustil řady důstojníků Československé lidové armády v lednu roku 1961, kdy byl penzionován (odešel do zálohy). Zemřel v Praze 6. listopadu 1988.  Byl jmenován Významným rodákem obce Nové Veselí.

## Státní vyznamenání
- Řád 25. února
- Československý válečný kříž 1939
- Československá medaile Za chrabrost před nepřítelem
- Pamětní odznak druhého národního odboje
- Pamětní kříž Za věrnost 1939–1945[10]